# Pine Hill (Belize)
Pine Hill ist ein kleiner Ort im Toledo District in Belize, Mittelamerika. 2010 hatte der Ort ca. 250 Einwohner.

## Geografie
Der Ort liegt im Hinterland der Bucht von Amatique, nördlich von Cattle Landing und Eldridgeville, sowie nordöstlich von Jacintoville, Yemeri Grove und San Marcos, östlich des Rio Grande im Dschungel.

## Geschichte
Der Ort wurde erst 1997 von Noah-Hoover-Mennoniten aus Upper Barton Creek gegründet.

## Klima
Nach dem Köppen-Geiger-System zeichnet sich Pine Hill durch ein tropisches Klima mit der Kurzbezeichnung Am aus.